# Vrchotice (tvrz)
Vrchotice jsou renesanční tvrz ve stejnojmenné vesnici, části města Sedlec-Prčice v okrese Příbram. Od roku 1965 patří mezi kulturní památky.

## Historie
První zmínky o Vrchoticích pochází z roku 1370, kdy byla v majetku rodu Vrchotických z Vrchotic. První písemná zmínka o tvrzi je z roku 1457, kdy byl jejím majitelem Adam, předek vladyckého rodu Vrchotických z Loutkova. V roce 1596 se dostala do majetku Bechyňů z Lažan a okolo roku 1603 Lažanští z Bukové. Přibližně v této době byla původně gotická tvrz přestavěna na renesanční sídlo. Roku 1613 tvrz koupil Maxmilián Velemyský z Velemyšlevsi a připojil ji ke svému mitrovickému statku. Nevyužitá tvrz chátrala a v roce 1629 se v pramenech uvádí jako pustá. Roku 1660 vesnici získal Vilém Jindřich Mitrovský z Nemyšle, který ji spravoval z jetřichovického zámku. Roku 1700 byla část tvrze zbořena a její místo zaujal poplužní dvůr. Dochovaná část budovy sloužila k ubytování zaměstnanců a její sklepy jako skladiště.
Od roku 1948 budova sloužila k potřebám místního jednotného zemědělského družstva. Po roce 1989 byla rozsáhle renovována a dnes zde sídlí firma FOREST-FISH. Interiéry tvrze jsou v současné době nepřístupné.

## Popis
Renesanční tvrz Vrchotice leží v jižní části hospodářského dvora poblíž vesnice Vrchotice. Hlavní budova je jednopatrová s obdélným půdorysem. V těsné blízkosti hlavní budovy se nachází masivní hranolová věž, která je kryta nízkou stanovou střechou ze šindelů, zakončenou nízkou vížkou. Věž má v prvním podlaží jehlanovitý tvar, ve druhém podlaží je subtilnější. Hlavní budovu a věž spojuje vestavba schodiště. Západní a severní strana dvora je ohraničena dvoukřídlým chlévem. Jednu z částí dvora uzavírá stodola. Budovy jsou spojeny ohradní zdí. Zdivo stavby je lomové a cihlové. Hlavní brána se nachází mezi chlévem a tvrzí.